# Instant Vintage
Albums de Raphael Saadiq
Ray Ray
(2004)
Instant Vintage est le premier album du chanteur et producteur de disques américain Raphael Saadiq, paru en 2002. Il s'agit de son premier long album solo après avoir passé une grande partie de son activité en tant que musicien de studio et producteur, après la dissolution de Tony! Toni!  Toné!. Le disque a été un succès critique, malgré des ventes modestes, conduisant Saadiq à un départ de Universal Records.

## Enregistrement production
Après avoir quitté le groupe de R&B Tony! Toni!  Toné!, Saadiq forme le groupe Lucy Pearl avec Dawn Robinson et Ali Shaheed Muhammad, tout en travaillant en tant que producteur et musicien de studio. Il commence ensuite sa carrière d'artiste solo avec Instant Vintage. L'album a été enregistré en sept mois environ avec les producteurs Jake and the Phatman et Raymond Murray, parmi d'autres. Pendant les sessions, les contributions ont été improvisées par Angie Stone, T-Boz, Calvin Richardson, Hi-Tek, et son frère aîné Randy Wiggins. Saadiq a également produit des chansons pour d'autres artistes au studio pendant cette période, y compris Macy Gray, TLC, les Isley Brothers, Joi, et Kelly Price.
Pour Instant Vintage, Saadiq a puisé dans des sons R&B, soul, hip hop, funk, rock, jazz, et de doo-wop, le résultat final étant décrit par lui-même comme « gospeldelic ». Il a également enregistré les arrangements de cordes et de cuivre sur vinyle et les a scratchés  en arrière du mixage final, à l'instar du morceau d'ouverture, Doing What I Can. Cette chanson a également incorporé des enregistrements de voix résumant le parcours de Saadiq à travers Tony! Toni! Toné! et Lucy Pearl. Le morceau final, Skyy, Can You Feel Me, a été écrit par lui-même, la nuit de la mort de la chanteuse Aaliyah. Saadiq a dit plus tard à Billboard, « je me sentais d'humeur angélique » à propos d'elle.
Selon la journaliste de Rolling Stone Tracy E. Hopkins, Instant Vintage a été intitulé comme une blague en référence à l'expression « the disposable nature of contemporary music ». Pour la séance photo de la pochette du disque, l'artiste en maquillage a tracé un cercle autour de son œil, comme Pete the Pup de la série TV Les Petites Canailles. « C'était amusant de regarder les gens s'imaginer ce qu'il voulait signifier », rapporte Saadiq. « Je n'avais aucune foutue idée de ce que cela signifiait. Plus tard, j'ai pensé que cela signifiait que j'étais concentré, que j'ai eu un œil de lynx sur ce que j'exigeais de ma carrière. »

## Parution et réception
Instant Vintage a été publié par Universal Records, le 11 juin 2002, obtenant de mauvaises ventes. Selon le New York magazine, Ethan Brown, l'album « a rapidement trouvé des fans en Europe » des remixes illégaux ont même aidé à l'éclosion d'un nouveau genre au Royaume-Uni, appelé Pirate Soul, mais « il a du mal à trouver un public, entre les fans habitués aux jeunes superstars de R&B et ceux issus de la scène neo-soul qui ont trouvé Saadiq bizarre et insuffisamment respectueux de la soul des années 1970 à laquelle il emprunte des motifs ». Raphael Saadiq valorisa l'album avec une tournée promotionnelle de mai à juin 2002, dans 11 villes américaines, y compris New York, Los Angeles et Atlanta, avant de se lancer dans une autre tournée peu de temps après, cette fois-ci avec Joi. Après l'échec commercial de l'album, Universal Records met un terme à son contrat avec Saadiq, qui décide de sortir son deuxième album Ray Ray en 2004 sur son propre label, Pookie Entertainment.
Pourtant, Instant Vintage a reçu des critiques positives de la part des critiques. Le critique du Chicago Sun-Times Jeff Vrabel a jugé « un R&B formulé avec une facilité honteuse, qui tombe à mi-chemin entre neo-soul et de Curtis Mayfield », qualifiant l'œuvre de Saadiq de « tableau de mélodies suaves, d'instrumentation de paysages mélancolique et de contes de la rue et de reflets de l'âme comme You're the One That I Like ». Dan Leroy de Yahoo! Music l'a qualifié de « l'une de ces rares créations  [de R&B] dont la durée est sa vertu », et estime que«  l'inventivité de la production et des paroles de Saadiq permettent à sa réappropriation des sons soul de se distinguer ». Robert Christgau a écrit dans Village Voice que le disque comporte « une stratégie structurelle qui s'appuie sur une stratégie érotique, qui démarre de façon indirecte, avant de s'épanouir dans l'excitation, l'oralité, la chanson. Les pistes sont élaborées singulièrement de cette façon, et de ce fait l'album dans son ensemble rend hommage davantage à la sainte mémoire de Tony, Toni, Toné ! qu'à Lucy Pearl et un démarrage bienveillant envers les femmes. » Le critique Ben Ratliff du New York Times a fait valoir que l'approche  austère de la musique soul des années 1970 de Saadiq est originale et a compensé sa voix relativement quelconque, tandis que Marc Weingarten du Los Angeles Times a considéré Instant Vintage comme un disque trop modeste, « de longue et savoureuse quiet storm ». Ken Tucker a été plus critique dans le Entertainment Weekly, trouvant la musique séduisante, mais manquant de spontanéité et accablée par « des paroles d'autocongratulation » sur les talents musicaux et la fidélité romantique de Saadiq. « Saadiq demande qu'on l'admire et nous fait penser qu'il n'a pas grand chose d'autre à dire », estime Tucker.
Instant Vintage a valu à Raphael Saadiq un Grammy Award en 2003, une nomination pour le Meilleur Album R&B, tandis que Be Here a été nommé dans les catégories de la Best R&B Song et Best Urban/Alternative Performance. Malgré les nominations, Brown pense que « l'enregistrement a été ignoré par la critique américaine tombé amoureuse de la mécanique minimale des sons de The Neptunes et Timbaland » populaires à l'époque. En 2009, Rhapsody est classé au numéro 10 du "Best R&B Albums of the Decade".

## Liste des pistes
| No  | Titre                                                        | Durée |
| --- | ------------------------------------------------------------ | ----- |
| 1.  | Doing What I Can                                             | 4:19  |
| 2.  | Body Parts                                                   | 3:49  |
| 3.  | Be Here (featuring D'Angelo)                                 | 3:48  |
| 4.  | Still Ray                                                    | 3:03  |
| 5.  | Oph                                                          | 2:34  |
| 6.  | You're the One That I Like                                   | 3:13  |
| 7.  | Excuse Me (featuring Angie Stone and Calvin Richardson (en)) | 3:24  |
| 8.  | Charlie Ray                                                  | 2:42  |
| 9.  | Different Times (featuring T-Boz of TLC)                     | 5:01  |
| 10. | Tick Tock                                                    | 4:28  |
| 11. | People                                                       | 4:26  |
| 12. | Tek #1                                                       | 0:31  |
| 13. | Faithful                                                     | 4:05  |
| 14. | Make My Day                                                  | 1:39  |
| 15. | Blind Man                                                    | 4:36  |
| 16. | Tek #2                                                       | 2:10  |
| 17. | Uptown                                                       | 5:07  |
| 18. | What's Life Like                                             | 2:49  |
| 19. | Skyy, Can You Feel Me                                        | 14:33 |

## Personnel
Les crédits d'Instant Vintage proviennent du livret du CD paru chez Universal Records.
- Raphael Saadiq – voix, guitare, basse
- Kelvin Wooten – voix, guitare, tuba, piano, orgue, claviers, batterie, percussions
- Leslie Wilson – voix
- Charles Veal – violon, cordes
- The South Central Chamber Orchestra – cordes
- Brandon Fields – saxophone tenor
- Greg Adams – trompette
- Lee Thornburg – trompette
- Nick Lane – trombone
- Marvin “Chanz” Parkman – claviers
- Jake and the Phatman – batterie, percussion, scratches
- Battlecat – batterie
- Randall Wiggins – chœurs
- Traci Nelson – chœurs
- Gerry Brown – ingénieur du son
- Glenn Standridge – ingénieur du son
- Daniel Romero – ingénieur du son
- Tony Maserati – ingénieur du son
- D'Angelo – voix
- Angie Stone – voix
- Calvin Richardson (en) – voix
- T-Boz – voix
- Ray Murray - voix